# Yūka Ōtsubo
Yūka Ōtsubo (大坪 由佳 Ōtsubo Yūka?,  Prefectura de Chiba, Japón, 11 de junio de 1993) es una actriz de voz y cantante japonesa, afiliada a Early Wing. En 2014, comenzó su carrera como cantante al unirse a la banda SmileY inc. con el Vocaloid Yuuyu-P.

## Filmografía

### Anime[2]
2011
- YuruYuri - Kyōko Toshinō

2012
- Chūnibyō Demo Koi ga Shitai! - Mika-chan
- Suki-tte ii na yo - Una estudiante
- Tantei Opera Milky Holmes - Great White Fallen Angel
- Haiyore! Nyaruko-san - Tamao Kurei
- Pretty Rhythm - Yumemi
- Yuruyuri♪♪ - Kyōko Toshinō

2013
- Ai Mai Mi - Ai Ebihara
- Ore no Kanojo to Osananajimi ga Shuraba Sugiru - Mei Akano
- Vividred Operation - Wakaba Saegusa
- Haiyore! Nyaruko-san W - Tamao Kurei
- Sekai de Ichiban Tsuyoku Naritai! - Nanami Kanno
- Futari wa Milky Holmes - White Phantom

2014
- Project 575 - Azuki Masaoka
- Inugami-san to Nekoyama-san - Aki Hiiragi
- Nō-Rin - Akari Suzuki
- Wake Up, Girls! - Shiho Iwasaki
- Akuma no Riddle - Mahiru / Shinya Banba
- Hanayamata - Tami Nishimikado
- Momo Kyun Sword - Karin
- Tsubu Doll - Futaba Fuchinobe

2015
- Kantai Collection - Kitakami, Ōi
- The Idolmaster Cinderella Girls - Kanako Mimura
- YuruYuri San☆Hai! - Kyōko Toshinō

2016
- Hundred - Latia Saint-Émilion
- Tsukiuta. The Animation - Matsuri Motomiya
- Shakunetsu no Takkyū Musume - Kimiko Hamu; Tanpopo Taguchi

2017
- Chain Chronicle: The Light of Haecceitas - Lolo
- Seiren - Koharu Uno
- Ren'ai Bōkun - Mari Shiina

2018
- Citrus - Manami
- Caligula - Thorn

2019
- Nande Koko ni Sensei ga!? - Saya Matsukaze
- MiniYuri - Kyōko Toshinō
- YuruYuri Ten, - Kyōko Toshinō

### Videojuegos
- The Caligula Effect - Thorn
- Hyperdevotion Noire: Goddess Black Heart - Lee Fey
- The Idolmaster Cinderella Girls as Kanako Mimura
- Kantai Collection - 8 naves diferentes
- Sakura-sō no Pet na Kanojo - Otoha Nakano
- Lilycle Rainbow Stage!!! - Ibuki Oribe
- Magia Record - Corbeau